# 1969 (filme)
1969 (em Portugal: 1969 - O ano em que tudo mudou / no Brasil: 1969 - O Ano Que Mudou Nossas Vidas) é um filme de drama realizado em 1988, escrito e dirigido por Ernest Thompson e estrelado por Kiefer Sutherland e Robert Downey Jr..

## Sinopse
Dois amigos decidem abandonar a cidade e aproveitar a liberdade depois que o irmão de um deles alista-se para lutar na Guerra do Vietnã.

## Elenco principal
- Robert Downey Jr. - Ralph Karr
- Kiefer Sutherland - Scott Denny
- Bruce Dern - Cliff Denny
- Mariette Hartley - Jessie Denny
- Winona Ryder - Beth Karr
- Joanna Cassidy - Ev Karr